# Church Coniston
Church Coniston var en civil parish 1866–1894 när den delades mellan nybildade civil parish Coniston, i grevskapet Cumbria i England. Civil parish var belägen 25 km från Keswick och hade 818 invånare år 1891. Den inbegrep Bowmanstead och Coniston.